# Friedrich Pfannschmidt
Pour les articles homonymes, voir Pfannschmidt.
Friedrich Pfannschmidt, né le 19 mai 1864 à Berlin et mort le 7 septembre 1914 près de Pierre-Morains, est un sculpteur allemand.

## Biographie
Friedrich Pfannschmidt, né le 19 mai 1864 à Berlin, est le fils de Carl Gottfried Pfannschmidt. Il se forme à Berlin et est l'élève de Johannes Schilling à l'académie des beaux-arts de Dresde. Il réalise le monument aux morts d'Eisenach et la statue de l'empereur Guillaume Ier à Wesel.
Friedrich Pfannschmidt meurt le 7 septembre 1914 près de Pierre-Morains.